# 鶴佬陸上扒龍船

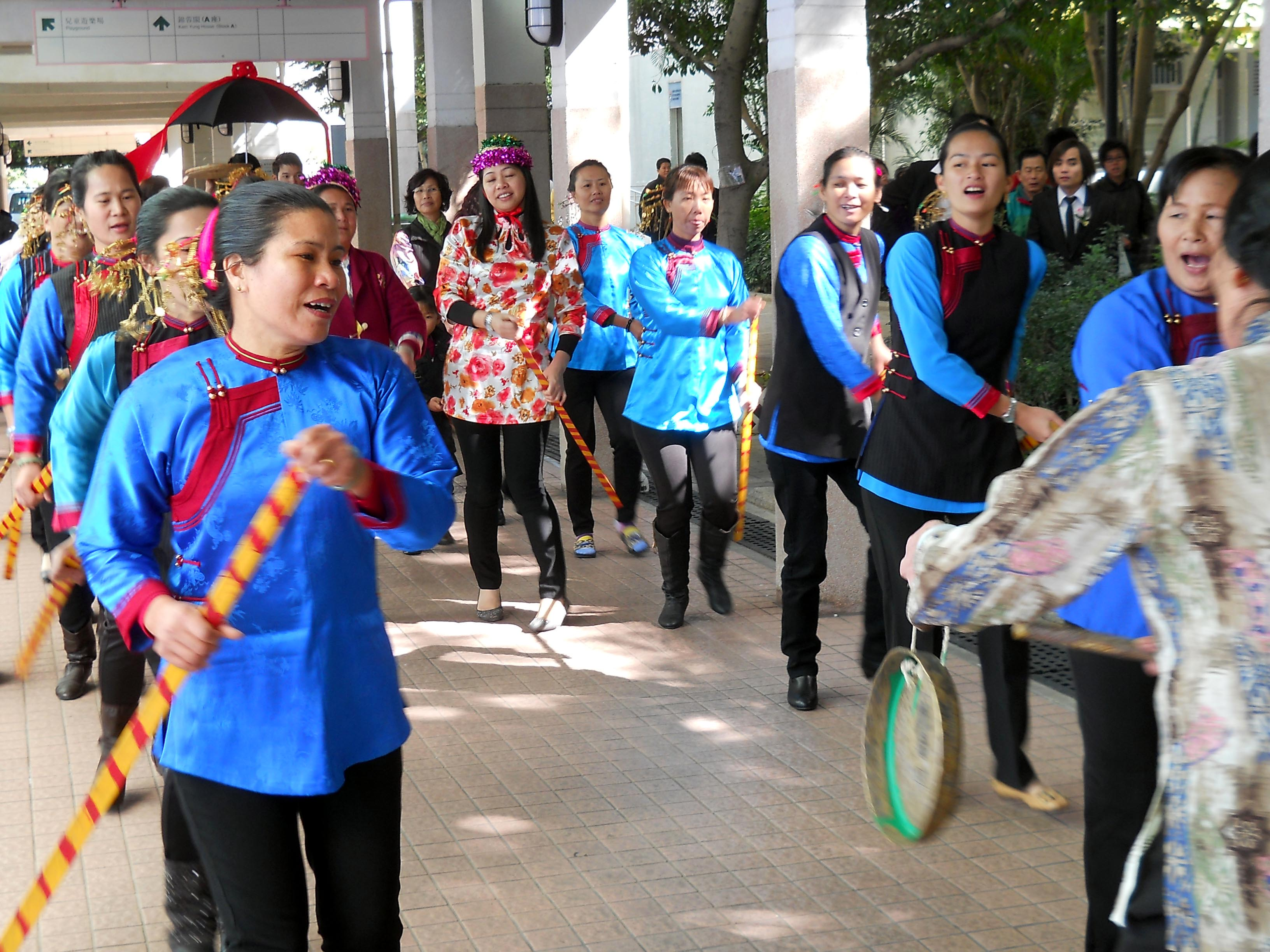
嫁娶小規模的「龍船舞」

陸上扒龍船，香港的海陸豐鶴佬民系（閩南民系）傳統婚禮時，前往迎娶新娘的一個儀式。昔日福佬人在嫁娶時，男家的女性親屬每以「扒龍船」迎親，但原本居於漁船的水上人近年陸續搬到公共屋邨，因已移居陸上，划艇迎親的風俗改由跳「龍船舞」代替。也會在其他喜慶活動如太平清醮、神誕等出現。

## 陸上扒龍船的由來
福佬系地區有漫長的海岸線，優良的海灣，眾多的島嶼和廣闊的水域，他們的生活均離不開海洋 ，甚至大部份人都是以船為家，故他們對做船亦十分到家。他們聚居於粵東，即潮汕、海陸豐（即汕尾）和今日的惠洲縣區。 在香港成為英國殖民地前，有不少福佬人已移居香港，大部分均從事捕魚工作，而他們所做的船較長而扁，外貌如龍船般，並會用槳撐船 。

## 程序
男家的女性親屬在婚禮舉行前先要度身訂製傳統的斜襟衫，於婚禮當日梳傳統的「福佬髻」，現代的福佬髻由起碼三撮長假髮合編而成，再配上各式金釵銀簪。於新郎上頭時由子女眾多的「好命婦」在旁唱「上頭歌」，再撐傘戴帽及求神作福。迎娶新娘時由女長輩陪伴在旁，各司其職，一人負責以榕樹枝除穢氣開路，一人手持水壺灑紅湯納吉祥，一人負責在新娘家門前鋪紅繩以示一對新人情牽一線，另一人手執一雙電筒以喻添丁，其餘各人排成兩行，手執船槳起舞，又叫又跳，在喧天鑼鼓聲中，沿途陪伴一對新人回男家。

## 陸上扒龍船所穿的服飾與所需用具
福佬人會在扒龍船時，戴上童帽或者上闊邊帽，再在帽上加上裝飾，而且扒龍船時，她們會穿著肚兜、雲肩、劍帶，上面會有繡花，或穿衫袍的緄邊刺繡或鑲綴，當中的刺繡或鑲綴，是具有吉祥之意。在童帽、衫袍、肚兜等的刺繡或鑲綴可概分為花草紋、禽鳥紋、字形紋、線形紋，以及少許鑲綴性的裝飾。常見的花草紋有牡丹，以表示婚後可以大富大貴。而禽鳥紋則有鳳凰、蝶等，是富貴、福、祿、壽的象徵。還有鑲綴物，這是以鈴璫、金銀薄片、流蘇為主，流蘇即繐帶。「繐」音同「歲」，比喻歲長，祈長壽之意 。 
福佬人在扒龍船時，需要用到船槳，銅鑼和鼓，在船頭的那兩個人，一個拿著銅鑼，一個拿著鼓，帶領人們一起扒龍船，她們有節奏地打鑼打鼓，而扒龍船的人便跟著節奏揮動船槳，動作如撐船般，而且一面扒龍船，一面會唱歌或吶喊，使扒龍船時更有氣勢和氣氛。

## 陸上扒龍船的意義
這項傳統習俗是由於以往福佬人所居住的地理環境而引發的一項具福佬族群之傳統結婚習俗，因村與村之間相隔整條河或整個海，故在娶媳婦時，新郎的一家需要撐船到女家，迎接新娘到男家。然而隨著地理環境的轉變，他們不用再撐船到女家迎接新娘，但他們仍保留福佬人的傳統結婚習俗，在娶媳婦時仍會撐船到女家，但卻改為模擬撐船般─陸上扒龍船。男家的女性親屬組織起來，在女家的門口或家附近扒龍船，作為以往前往迎娶新娘的這一過程，而且當新娘到達男家，她們又會在男家的門口或附近扒龍船，作為以往船隻撐回男家的那一過程。這項傳統習俗具有福佬人的地域文化特色，從看這項傳統習俗可體現到福佬人的以往居住環境。
陸上扒龍船具有社會功能，以助福佬人彼此的聯繫。由於他們認為只要族人團結、互相幫助，便能使福佬族群得以繼續發展及生存，故此福佬人是一個十分團結的族群 。但隨著福佬人遷移到香港，所居住的地區或環境大大改變，彼此的聯繫亦大大減少，但只要有福佬人娶媳婦，她們都會一呼百應前來，彼此以共同的傳統思想和對扒龍船存有的一份信念，便是為一對新人送上祝賀，從而喚起她們對自己民族的一份情感，同時亦為她們提供一個彼此聯繫的機會，以維繫她們的感情，是福佬人社會得以延續的命脈和源泉。
陸上扒龍船亦具有其獨特性。陸上扒龍船具有福佬人的地域文化及傳統價值意義，當中包含了福佬人的民族感情和回憶。而且扒龍船當中對婚姻的意義是十分獨特的，沒有了扒龍船，對福佬人來說就如婚禮上失卻了某些象徵她們福佬人的習俗或儀式。故此，扒龍船對她們來說是一個在婚禮上不可缺少的習俗。加上，扒龍船是一獨特文化習俗儀式，是具有其獨特性、唯一性及不可再生性，故此保留陸上扒龍船，同時亦保留了一個族群的獨特文化。
陸上扒龍船是一項女性主導的傳統習俗。福佬人是一個十分重男輕女的族群，所有事情都要男性作決定，女性的地位是十分低微，但唯獨這項傳統習俗卻全為女性，沒有男性的參與。因為他們認為男性要穿上這些花巧的衣服及要把身子不停搖擺，會失卻男性的尊嚴。故此，對福佬族群的男性來說，他們是絕不會參與其中的。而這項習俗正正是沒有福佬男性的參與，使這項習俗更顯示出當中的獨特處。
陸上扒龍船具有精神價值及觀賞價值。保護非物質文化遺產便是保留了民族的生命動、精神依托，是民族文化復興、民族文化整體可持續發展的源泉，具有傳承民族精神的重要作用和價值 。而陸上扒龍船具有福佬人的民族感情，亦是使福佬人彼此得以聯繫的一個傳統習俗，當中包含了他們的民族在婚禮上應有的精神和體現了他們的婚姻文化，同時亦有助喚起他們的民族意識，從而加強了福佬人彼此的凝聚力。另一方面，陸上扒龍船是極具觀賞價值，扒龍船的人會模擬在水上撐船，配合節奏揮動船槳，動作如撐船般，而且在扒龍船時會吶喊，會唱她們族群的民歌，極具吸引力，更讓不少人佇足觀賞。

## 陸上扒龍船的轉變
雖然福佬人仍保留了扒龍船迎接新娘的傳統習俗，但當中的形式及對所穿服飾的要求，卻起了很大的變化。
在形式方面，她們模擬撐船，改為在陸上扒龍船。福佬人因地理環境因素，使她們不得不以撐船的形式迎接新娘，由於在船搖動是有一定的危險，故她們搖擺的幅度會較少。但隨著地理環境的轉變，她們改以在陸上扒龍船迎接新娘，正正是改在陸上扒龍船，使她們可發揮的空間大大增加，她們身子搖擺的幅度不但較大而且較多，且扒龍船時更落力和有氣勢。
在她們對所穿服飾的要求方面，她們開始對服飾的要求減少。以往福佬的女性在協助迎接新娘的時候，都必定要穿上指定及同一款式的服飾才可迎接新娘，如：一是全部戴童帽或是全部戴上闊邊帽，穿著圍裙、雲肩、劍帶等服飾組件。但現今的福佬人都不太在意這些服飾要求，不一定會統一服飾，圍裙、雲肩及劍帶等組件也不一定全部穿上，有些人可能只會穿上其中一、兩件，服飾並不一致。但當中相同的是兩個時期的福佬人都會在所穿的服飾上繡有或鑲有吉祥圖案，以為一對新人送上祝福。

## 大王爺誕
每年的農曆五月初八在大埔舉行的大王爺誕，亦會有大型的龍船舞演出。

## 資料來源
1. 1 2  [司徒尚纪，《嶺南歷史人文地理 :廣府，客家，福佬民系比較硏究》，廣州：中山大學出版社，2001。]
2. ↑  [〈鶴佬源流〉，《大公報》，2008-06-21。]
3. ↑  [邱東遺著，《新界風物與民情》，香港：三聯書店(香港)有限公司，1992。]
4. ↑  以前手拿火水燈，以「燈」諧音「丁」
5. ↑  .   [2010-02-11]. （原始内容存档于2009-03-25）.
6. ↑  . discoverhongkong.com.   [2010-12-17]. （原始内容存档于2010-06-02） （中文（香港））.

## 外部連結
- 福佬人陸上扒龍船習俗 * https://web.archive.org/web/20081208104626/http://ihome.cuhk.edu.hk/%7Es0862048/
- 福佬人陸上扒龍船習俗 * http://sites.google.com/site/landdragonboat/（页面存档备份，存于）
- 香港歷史博物館：「香港故事」福佬人的生活[永久]